# Выборы в Государственный совет Республики Коми (2015)
Выборы депутатов Государственного совета Республики Коми шестого созыва состоялись в Республике Коми 13 сентября 2015 года в единый день голосования.
Выборы проводились по смешанной избирательной системе: из 30 депутатов 15 были избраны по партийным спискам (пропорциональная система), другие 15 — по одномандатным округам (мажоритарная система). Для попадания в госсовет по пропорциональной системе партиям необходимо было преодолеть 5%-й барьер. Государственный совет впервые избирался на 5 лет (ранее срок полномочий был 4 года).
По итогам выборов из 30 депутатских мандатов 26 получили кандидаты «Единой России» — 14 в одномандатных округах и 12 (с 58 %) по единому партийному округу, 2 мандата — кандидаты «Справедливой России» — из которых 1 (с 11,59 %) по единому округу, а кандидаты КПРФ и ЛДПР по 1 в едином округе (с 7,4 % и 10,02 % соответственно).

## Подготовка
В июле сообщалось, что правом принимать участие в выборах обладали 105 избирательных объединений: 74 политические партии, 31 из которых имеет региональное отделение в Коми. В поддержку выдвижения кандидатов и списков необходимо было собрать подписи избирателей. Количество подписей, которое необходимо для регистрации списков кандидатов, составляет 0,5 % от числа избирателей, зарегистрированных на всей территории Республики Коми. Количество подписей, которое необходимо для регистрации кандидата, выдвинутого по одномандатному избирательному округу, составляет 3 % от числа избирателей, зарегистрированных на территории соответствующего избирательного округа.
Освобождены от сбора подписей были пять партий: «Единая Россия», КПРФ, ЛДПР, «Справедливая Россия», «Яблоко».

## Участники

### Выборы по партийным спискам
На 3 августа 2015 года выдвинули списки кандидатов 9 избирательных объединений: КПРФ, «Коммунисты России», «Патриоты России», «Родина», «Единая Россия», «Справедливая Россия», ЛДПР, «Партия возрождения России», «Яблоко». 6 августа 2015 года «Партия возрождения России» получила отказ в регистрации списка. Основание для отказа — не предоставление документов, необходимых для регистрации списка кандидатов.
В выборах по пропорциональной системе участвовало 8 партий: КПРФ, «Коммунисты России», «Патриоты России», «Родина», «Единая Россия», «Справедливая Россия», ЛДПР, «Яблоко». Суммарно их списки насчитывали 295 кандидатов.
| Номер в бюллетене | Партия                                       | Общая часть списка от 1 до 3 кандидатов                   | Региональных групп* | Кандидатов в списке** | Статус списка                                                      |
| ----------------- | -------------------------------------------- | --------------------------------------------------------- | ------------------- | --------------------- | ------------------------------------------------------------------ |
| 1                 | Коммунистическая партия Коммунисты России    | Леонид Литвак • Руслан Хугаев • Игорь Рубан               | 15                  | 46                    | зарегистрирован                                                    |
| 2                 | Единая Россия                                | Вячеслав Гайзер • Игорь Ковзель • Владимир Поневежский    | 15                  | 46                    | зарегистрирован                                                    |
| 3                 | Яблоко                                       | Станислав Ващенков • Елена Богачева                       | 8                   | 19                    | зарегистрирован                                                    |
| 4                 | Коммунистическая партия Российской Федерации | Андрей Андреев • Олег Михайлов                            | 15                  | 35                    | зарегистрирован                                                    |
| 5                 | Справедливая Россия                          | Сергей Миронов                                            | 10                  | 34                    | зарегистрирован                                                    |
| 6                 | Родина                                       | Александр Пасечник • Борис Захаров • Александр Рассохин   | 10                  | 25                    | зарегистрирован                                                    |
| 7                 | Патриоты России                              | Андрей Пятков • Юрий Ванеев • Любовь Воробей              | 15                  | 50                    | зарегистрирован                                                    |
| 8                 | ЛДПР                                         | Владимир Жириновский • Михаил Брагин • Александра Бушуева | 15                  | 40                    | зарегистрирован                                                    |
| —                 | Партия возрождения России                    | Станислав Пономарев                                       | 10                  | 22                    | отказано в регистрации (не представлены документы для регистрации) |

### Выборы по одномандатным округам
По 15 одномандатным округам республики избирались 58 кандидата, среди которых 15 кандидатов выдвинула «Единая Россия», 13 — «Справедливая Россия», 12 — КПРФ, 12 — ЛДПР, 2 — «Родина», 1 — «Яблоко». Три кандидата являются самовыдвиженцами.
| Партия | Партия                                       | Кандидатов | Кандидатов       |
| Партия | Партия                                       | Выдвинуто  | Зарегистрировано |
| ------ | -------------------------------------------- | ---------- | ---------------- |
|        | Воля                                         | 1          | 0                |
|        | Единая Россия                                | 15         | 15               |
|        | Коммунистическая партия Российской Федерации | 12         | 12               |
|        | ЛДПР                                         | 13         | 12               |
|        | Родина                                       | 13         | 2                |
|        | Справедливая Россия                          | 13         | 13               |
|        | Яблоко                                       | 1          | 1                |
|        | Самовыдвижение                               | 7          | 3                |
| Всего  | Всего                                        | 75         | 58               |

## Социологические опросы
| Исследовательская организация | Дата опроса | Размер выборки | ЕР  | СР           | КПРФ | ПР   | ЛДПР | Родина | Яблоко | Испортят бюллетень | Не пойдут | Другое | Отрыв |     |     |     |     |     |     |      |
| ----------------------------- | ----------- | -------------- | --- | ------------ | ---- | ---- | ---- | ------ | ------ | ------------------ | --------- | ------ | ----- | --- | --- | --- | --- | --- | --- | ---- |
| Исследовательская организация | Дата опроса | Размер выборки | БНК | 27 июля 2015 | 220  | 73,7 | 12,4 | 3,3    | 1,9    | Испортят бюллетень | Не пойдут | Другое | Отрыв | 1,4 | 0,5 | 0,5 | 1,4 | 0,5 | 4,3 | 61,3 |

## Результаты
| Партия                     | Партия                     | по единому округу | по единому округу | по единому округу | по одно- мандатным округам | всего         | всего   |
| Партия                     | Партия                     | Голоса            | %                 | Получено мест     | Получено мест              | Получено мест | %       |
| -------------------------- | -------------------------- | ----------------- | ----------------- | ----------------- | -------------------------- | ------------- | ------- |
|                            | «Единая Россия»            | 204 018           | 58,05 %           | 12                | 14                         | 26            | 86,67 % |
|                            | ЛДПР                       | 40 739            | 11,59 %           | 1                 | 0                          | 1             | 3,33 %  |
|                            | «Справедливая Россия»      | 35 230            | 10,02 %           | 1                 | 1                          | 2             | 6,67 %  |
|                            | КПРФ                       | 26 009            | 7,40 %            | 1                 | 0                          | 1             | 3,33 %  |
|                            |                            |                   |                   |                   |                            |               |         |
|                            | «Коммунисты России»        | 14 854            | 4,23 %            | 0                 |                            | 0             | 0 %     |
|                            | Родина                     | 8700              | 2,48 %            | 0                 | 0                          | 0             | 0 %     |
|                            | «Яблоко»                   | 4280              | 1,22 %            | 0                 | 0                          | 0             | 0 %     |
|                            | «Патриоты России»          | 3982              | 1,13 %            | 0                 |                            | 0             | 0 %     |
|                            | Самовыдвижение             |                   |                   |                   | 0                          | 0             | 0 %     |
| Действительные бюллетени   | Действительные бюллетени   | 331 136           | 96,12 %           | —                 | —                          | —             | —       |
| Недействительные бюллетени | Недействительные бюллетени | 13 635            | 3,88 %            | —                 | —                          | —             | —       |
| Всего                      | Всего                      | 344 771           | 100 %             | 15                | 15                         | 30            | 100 %   |
|                            |                            |                   |                   |                   |                            |               |         |
| Явка                       | Явка                       | 344 771           | 49,87 %           |                   |                            |               |         |
| Общее число избирателей    | Общее число избирателей    | 691 294           | 100 %             |                   |                            |               |         |

Три партии (ЕР, СР и ЛДПР) использовали выборную технологию «паровоз» или «буксир» — их списки возглавили известные лидеры, которые заведомо не претендовали на депутатский мандат и после победы отказались от него в пользу своих малоизвестных однопартийцев. Так действующий (на тот момент) глава Республики Коми Вячеслав Гайзер передал мандат Валентине Тереховой, лидер партии «Справедливая Россия» Сергей Миронов — депутату Госсовета прошлого созыва Татьяне Саладиной, Владимир Жириновский — лидеру регионального отделения ЛДПР Михаилу Брагину, который 7 октября 2015 года был задержан по подозрению в продаже депутатских мандатов.
Кроме того мандат депутата Госдумы от «Единой России» Владимира Поневежского был передан директору СЛИ Валентине Жиделевой, а мандат заместителя главы Коми Константина Ромаданова, который, будучи арестованным вместе с Вячеславом Гайзером, не успел сложить полномочия члена Правительства республики — ректору Коми республиканской академии государственной службы и управления (КРАГСУ) Нине Нестеровой.

### Результаты по одномандатным округам
В 14 одномандатных избирательных округах большинством голосов избирателей поддержаны кандидаты от партии «Единая Россия». В Северном избирательном округе № 5 победу одержал кандидат, выдвинутый партией «Справедливая Россия», которого поддержали 37,71 процента избирателей.
| №  | Округ (центр округа)        | Депутат прошлого созыва                                                                      | Избранный депутат      | Партия              | Число голосов | Процент голосов | Явка    |
| -- | --------------------------- | -------------------------------------------------------------------------------------------- | ---------------------- | ------------------- | ------------- | --------------- | ------- |
| 1  | Лесозаводский (Сыктывкар)   | Станислав Хахалкин (сложил полномочия досрочно)                                              | Надежда Дорофеева      | Единая Россия       | 8970          | 45,19 %         | 48,73 % |
| 2  | Академический (Сыктывкар)   | Людмила Афанасьева                                                                           | Марина Истиховская     | Единая Россия       | 13 306        | 47,73 %         | 55,32 % |
| 3  | Магистральный (Сыктывкар)   | Сергей Артеев                                                                                | Сергей Артеев          | Единая Россия       | 9918          | 45,37 %         | 48,68 % |
| 4  | Эжвинский (Эжвинский район) | Андрей Самоделкин (сложил полномочия досрочно, перешёл в правительство РК), Светлана Литвина | Владимир Жариков       | Единая Россия       | 13 240        | 48,76 %         | 61,27 % |
| 5  | Северный (Воркута)          | Евгений Шумейко (сложил полномочия досрочно, перешёл в СФ РФ), Геннадий Горбачёв             | Виктор Поляхов         | Справедливая Россия | 3159          | 37,71 %         | 24,68 % |
| 6  | Горняцкий (Воркута)         | Николай Бейзак                                                                               | Геннадий Горбачёв      | Единая Россия       | 5382          | 52,70 %         | 27,67 % |
| 7  | Интинский (Инта)            | Акиф Керим оглы Саядов                                                                       | Василий Смалий         | Единая Россия       | 11 506        | 74,32 %         | 44,65 % |
| 8  | Печорский (Печора)          | Виктор Ведрицкас                                                                             | Наталья Паншина        | Единая Россия       | 12 955        | 53,28 %         | 45,04 % |
| 9  | Приполярный (Усинск)        | Владимир Безрук                                                                              | Альмир Бадыков         | Единая Россия       | 17 213        | 64,19 %         | 59,65 % |
| 10 | Ираёльский (Сосногорск)     | Юрий Гусев                                                                                   | Игорь Терентьев        | Единая Россия       | 24 686        | 75,43 %         | 31,35 % |
| 11 | Боровской (Ухта)            | Евгений Лядов                                                                                | Александр Гайворонский | Единая Россия       | 10 905        | 55,46 %         | 45,63 % |
| 12 | Ярегский (Ухта)             | Анатолий Захаров                                                                             | Игорь Шиманский        | Единая Россия       | 7139          | 37,48 %         | 41,01 % |
| 13 | Западный                    | Валерий Марков                                                                               | Валерий Марков         | Единая Россия       | 16 557        | 53,36 %         | 56,46 % |
| 14 | Восточный                   | Владимир Косов                                                                               | Владимир Косов         | Единая Россия       | 13 688        | 46,82 %         | 57,22 % |
| 15 | Южный                       | Алексей Цыпанов                                                                              | Анатолий Родов         | Единая Россия       | 23 665        | 64,14 %         | 65,35 % |

### Довыборы 2018 года
| №  | Округ (центр округа)      | Предыдущий депутат (партия)          | Избранный депутат  | Партия        | Число голосов | Процент голосов | Явка    |
| -- | ------------------------- | ------------------------------------ | ------------------ | ------------- | ------------- | --------------- | ------- |
| 2  | Академический (Сыктывкар) | Марина Истиховская (Единая Россия)   | Сергей Усачёв      | Единая Россия | 1413          | 33,79 %         | 8,02 %  |
| 5  | Северный (Воркута)        | Виктор Поляхов (Справедливая Россия) | Сергей Гагаузов    | Единая Россия | 771           | 35,99 %         | 7,06 %  |
| 8  | Печорский (Печора)        | Наталья Паншина (Единая Россия)      | Марина Карельская  | Единая Россия | 2408          | 34,78 %         | 14,03 % |
| 9  | Приполярный (Усинск)      | Альмир Бадыков (Единая Россия)       | Екатерина Дьячкова | КПРФ          | 3311          | 43,15 %         | 17,7 %  |
| 10 | Ираёльский (Сосногорск)   | Игорь Терентьев (Единая Россия)      | Алексей Чупров     | Единая Россия | 3139          | 37,29 %         | 16,08 % |